# 憤青
憤青（ふんせい、簡体字：愤青、ピン音：Fènqīng フェンチン）とは、「愤怒青年」を短縮した、中国語で「怒れる若者」を意味する言葉。1960年代の日本語の「怒れる若者」、英語の「angry youth」と同義。この言葉は1970年代の香港で、中国社会に不満を持ち改革を望む若者を指して初めて使用された。また、文化大革命で農村に下放され、学問の道を絶たれたゆえに「憤慨する青年」を指すこともあった。しかし今日では中国のネット上で特別な意味を持つ言葉として使用されている。 

## 特徴
現在の憤青は急速に経済が発展した中国政府の改革開放政策以後に現れた共産主義の左翼の若者らで、1970年代に自由主義の理念に傾倒した人々と比べて以下の点において著しく異なる。
- 民族主義、愛国主義的傾向を強く持つ。政治問題に大きな関心を持ち、特に日本、台湾、アメリカに関する問題については強い意見を持っている。台湾は中国の一部であるという意見のものが多く、いかなる手段をもってしても台湾の独立は阻止しなければならないと考えている。急進的な憤青の中には、そのためには戦争をも辞さないと考える者もいる。
- 日本に対してはしばしば否定的な感情を持ち、日本人に対して強硬な態度をとるべきであると主張する。例えば、日本政府は第二次世界大戦中に中国人に対して行ったことについて公式に謝罪していないと彼等は感じており、小泉純一郎首相の靖国神社参拝問題、尖閣諸島を巡る紛糾、歴史教科書問題などの最近の事件の責任は全て日本側にあり、日本政府が再び軍国主義化するであろうと結論づけている。こうした反日感情の発露は、しばしば日本政府と日本軍だけではなく、日本経済、日本人、日本文化などにも矛先を向ける。このような形ではあるが、日本に関心があるにもかかわらず、来日、または日本人と会うなどした経験を持つものは稀で、実際の日本についての知識は非常に偏っている傾向にある。

## 中国国内での評価
賛同者も多いが、あまりにも先鋭化しすぎてついていけなくなり反動気味・穏健派よりになってきている反日系ネット利用者から同じ発音を持つ「糞青」や左翼憤激青年（または左傾憤激青年）の略「左憤」をもじって「左糞」という蔑称を付けられている。
また彼ら「左糞」に対し、自らを「左糞」から批判される意見を持つ者（＝右翼、反動）であることを示すため自嘲的に「右糞」と名乗る者もいる。